# Science Fiction Monthly
Science Fiction Monthly foi uma revista britânica de ficção científica publicada de 1974 a 1976 pela New English Library (NEL). Foi lançada em resposta à demanda dos leitores por pósteres da arte da capa dos livros de bolso de ficção científica da New English Library e foi inicialmente muito bem-sucedida, com a sua circulação a atingir 150 mil na terceira edição. Reimprimiu obras de arte de Chris Foss, Jim Burns, Bruce Pennington, Roger Dean e muitos outros. Escritores conhecidos que apareceram na suas páginas incluíam Brian Aldiss, Bob Shaw, Christopher Priest e Harlan Ellison. Os altos custos de produção faziam com que fosse necessária uma alta circulação para sustentar a lucratividade e, quando a circulação caiu para cerca de 20 mil exemplares após dois anos, a NEL cessou a publicação. Uma nova revista, S. F. Digest, foi lançada no seu lugar, porém esta teve apenas um número.

## Histórico de publicação
No início dos anos 1970, a editora londrina New English Library publicou uma linha de sucesso de livros de bolso de ficção científica que incluía autores conhecidos como Frank Herbert e Robert A. Heinlein. As capas eram populares entre os leitores e a NEL recebia frequentemente pedidos de cópias da arte da capa do livro de bolso, sem o material impresso em excesso, como o título. A editora decidiu então produzir uma revista para disponibilizar a arte em forma de póster, esperando que a revista atraísse um público jovem que poderia então tornar-se leitor dos livros da NEL. Em meados de 1973, foi tomada a decisão de adicionar recursos de ficção e não-ficção, embora a NEL ainda o considerasse principalmente um veículo para a sua arte. O título foi inicialmente planeado para ser Sci-Fi Monthly, mas foi abandonado quando a NEL descobriu que a abreviação "sci-fi" era amplamente odiada pelos leitores de ficção científica. A primeira edição apareceu no final de janeiro de 1974; as edições eram sempre numeradas e nunca datadas. A equipa editorial incluiu Michael Osborn como editor de arte, responsável pelo layout da revista, e, inicialmente, Aune Butt e Penny Grant, que tomaram a não-ficção e ficção. A partir da oitava edição, Julie Davis assumiu as funções editoriais de Butt e Grant.
O interesse em ficção científica e arte fantástica crescia na época em que o Science Fiction Monthly foi lançado, e as vendas foram inicialmente fortes, com uma tiragem de 150 000 exemplares na terceira edição. Contudo, isto não era sustentável: Mike Ashley, um historiador de ficção científica, sugere que as más condições económicas no Reino Unido na década de 1970 contribuíram para a queda do número de leitores. A inflação, juntamente com um aumento no custo do papel, fez com que o preço subisse rapidamente de 30 pence no final de 1974 para 50 pence apenas dezoito meses depois, quando a circulação caiu para menos de 20 mil. Ashley também sugere que o público leitor estava em "duas facções: quem queria a arte não queria a ficção e vice-versa". A revista era cara de se produzir devido aos custos associados à reprodução em cores, por isso exigia uma circulação maior do que uma revista típica, acabando por ser cancelada no início de 1976. A NEL substituiu-a pela S. F. Digest, uma revista menor com menos ênfase na arte, mas durou apenas uma edição, quando o departamento de revistas da NEL foi extinto.

## Conteúdo e recepção
A revista foi publicada em formato tablóide (40 por 28 centímetros), com reprodução de cores de alta qualidade, e não era grampeada para que pudesse ser desmontada e a arte usada como póster. A primeira edição incluía quatro reproduções de página inteira e outras cinco páginas duplas, de 50 por 56 cm. Uma dessas imagens de página dupla foi a representação de Bruce Pennington da nave espacial Discovery de Mundos Perdidos de 2001 de Arthur C. Clarke, que também foi usada como arte de capa da edição. Além da arte, a primeira edição incluía histórias de Christopher Priest e Brian Aldiss, um trecho de Pirates of the Asteroids de Isaac Asimov e colunas cobrindo filmes, arte e notícias. A primeira coluna de notícias, de Penny Grant, mencionou a convenção anual de ficção científica da Páscoa no Reino Unido e a British Science Fiction Association (BSFA). Como resultado, ambos viram um aumento nas consultas sobre membros, e mais de 400 pessoas compareceram na próxima convenção de Páscoa - um aumento significativo em relação ao ano anterior, que havia sido de 250–300.
Artistas apresentados em edições subsequentes incluem Tim White, David Hardy, Roger Dean, Jim Burns e Josh Kirby; a obra de arte representada não se limitava a obras originalmente publicadas pela NEL. Chris Foss contribuiu com a capa da segunda edição; o historiador de ficção científica David Kyle descreve-a como "um cruzamento entre o veículo de espaço profundo tecnologicamente fundamentado de 2001 e a engenhoca inspirada do artista Richard Powers", acrescentando que ilustrou uma tendência na década de 1970 em direção a obras de arte "fortemente pseudo-tecnológicas" para capas de livros de ficção científica. O formato tablóide era maior do que as capas dos livros de bolso, onde grande parte da arte apareceu pela primeira vez, e David Hardy comentou que, como resultado, "cada pincelada e mancha tornaram-se visíveis".
Não havia outras revistas de ficção científica no Reino Unido em meados da década de 1970, então o volume de envios de ficção era muito alto – cerca de 400 a 500 histórias por mês. Terry Greenhough e Chris Morgan fizeram as suas primeiras vendas de ficção para a Science Fiction Monthly, e Garry Kilworth e David S. Garnett também tiveram vendas iniciais, mas era um mercado difícil de entrar: além da intensa competição, a revista publicava apenas duas ou três histórias por edição e, geralmente, pelo menos uma delas de um escritor conhecido. Nenhum dos vencedores de uma competição de contos, realizada em 1974 com categorias como melhor história estrangeira e melhor história da Commonwealth, fez qualquer trabalho substancial no género. Escritores britânicos conhecidos que apareceram nas páginas da revista incluíam Brian Aldiss, Christopher Priest, Ian Watson, Robert Holdstock e Bob Shaw. As histórias de escritores americanos incluíam reimpressões e algum material original, como "Shatterday" de Harlan Ellison e "TheHighest Dive" de Jack Williamson. Apesar da competitividade do mercado, a Encyclopedia of SF descreve a ficção como tendo sido inicialmente fraca, mas melhorando depois de Davis se tornar editor.
Os recursos de não ficção incluíam uma série de artigos de Mike Ashley sobre a história das revistas de ficção científica, posteriormente expandidos numa série antológica. Uma série de entrevistas com autores apareceu, cada uma acompanhada de uma das suas histórias, incluindo perfis de Samuel Delany, Harlan Ellison, J. G. Ballard e Harry Harrison. Walter Gillings forneceu artigos sobre figuras estabelecidas no campo, como Arthur C. Clarke, John Wyndham, A. E. van Vogt e Olaf Stapledon, e sob o pseudónimo de "Thomas Sheridan" publicou uma coluna chamada "The Query Box" na qual ele respondeu a perguntas sobre ficção científica.

## Detalhes bibliográficos
| Ano | janeiro | fevereiro | março | abril | maio | junho | julho | agosto | setembro | outubro | novembro | dezembro |
| --- | ------- | --------- | ----- | ----- | ---- | ----- | ----- | ------ | -------- | ------- | -------- | -------- |
| 1974 |         | 1/1       | 1/2   | 1/3   | 1/4  | 1/5   | 1/6   | 1/7    | 1/8      | 1/9     | 1/10     | 1/11     |
| 1975 | 1/12    | 2/1       | 2/2   | 2/3   | 2/4  | 2/5   | 2/6   | 2/7    | 2/8      | 2/9     | 2/10     | 2/11     |
| 1976 | 2/12    | 3/1       | 3/2   | 3/3   | 3/4  |       |       |        |          |         |          |          |
| Edições da Science Fiction Monthly, apresentando o volume e os números das edições. As cores indicam quem foi o responsável pela aquisição de ficção e não-ficção: azul para Aune Butt e Penny Grant, amarelo para Julie Davis. |         |           |       |       |      |       |       |        |          |         |          |          |

A editora era a New English Library, com sede em Londres. A revista nunca teve datas na capa: a primeira edição apareceu a 30 de janeiro de 1974 e, como resultado, é geralmente indexada como janeiro ou fevereiro. A programação mensal era completamente regular. Foram dois volumes de doze edições e um volume final de quatro edições. Cada edição era do tamanho de um tablóide e tinha 28 páginas; o preço começou em 25p e subiu para 30p com a emissão de outubro de 1974; para 35p em abril de 1975; para 40p em janeiro de 1976 e para 50p nas duas últimas edições. Patricia Hornsey foi diretora editorial. As aquisições de ficção e não-ficção foram inicialmente de responsabilidade de Aune Butt e Penny Grant; Julie Davis assumiu com a oitava edição. A equipa responsável pelo visual da revista foi o editor de arte Michael Osborn, o diretor de arte Cecil Smith e o designer Jeremy Dixon. A NEL também vendeu fichários para a revista; estes eram roxos escuros e podiam conter 12 edições.
Uma antologia de histórias do primeiro ano da revista, The Best of Science Fiction Monthly, apareceu em 1975, editada por Janet Sacks e publicada pela NEL.